# Ульдургинское сельское поселение
Се́льское поселе́ние «Ульдургинское» (бур. Yльдэргын hомон) — муниципальное образование в Еравнинском районе Бурятии Российской Федерации.
Административный центр — село Ульдурга.

## История
Статус и границы сельского поселения установлены Законом Республики Бурятия от 31 декабря 2004 года № 985-III «Об установлении границ, образовании и наделении статусом муниципальных образований в Республике Бурятия»

## Население
| 2002  | 2011  | 2012  | 2013  | 2014  | 2015  | 2016  |
| ----- | ----- | ----- | ----- | ----- | ----- | ----- |
| 1425  | ↘1358 | ↘1316 | ↘1292 | ↘1259 | ↗1260 | ↘1236 |
| 2017  | 2018  | 2019  | 2020  | 2021  | 2023  | 2024  |
| ↘1231 | ↘1198 | ↘1178 | ↘1140 | ↘968  | ↘938  | ↘892  |

## Состав сельского поселения
| № | Населённый пункт | Тип населённого пункта       | Население |
| - | ---------------- | ---------------------------- | --------- |
| 1 | Ульдурга         | село, административный центр | ↘892      |